# 朱縉𤏳
肅懿王朱縉𤏳（？—1588年），明朝第七代肅王，追封安王朱弼柿的庶第一子，靖王朱真淤庶孫。他何時受封輔國將軍已不可考，而他又在在嘉靖四十三年（1564年）任肅府宗理。七年後（隆慶五年，1571年）朱縉𤏳獲准以輔國將軍的俸祿去襲封肅王。他在位十七年。萬曆十六年（1588年）朱縉𤏳去世，三年後（萬曆十九年，1591年）其子憲王朱紳堯就嗣位。
| 前任： 堂侄懷王朱紳堵 肅王 | 明肅國宗理 1564年－1571年 明肅國國王 1571年－1588年 | 繼任： 子憲王朱紳堯 |